# Поет і княжна (фільм, 1999)
«Поет і княжна» (рос. «Поэт и княжна») — український художній фільм 1999 року режисера Станіслава Клименка. У 1999 році режисер Станіслав Клименко перезняв три частини телесеріалу «Тарас Шевченко. Заповіт» в окрему картину, яку назвав «Поет і княжна».

## Сюжет
Санкт-Петербург. Тарас Шевченко має намір повернутися в рідні краї. Його близький друг Карл Брюллов рекомендує йому займатися живописом. Він упевнений — це допоможе Тарасу швидше накопичити необхідну суму і поїхати вчитися до Італії. Але Шевченка більше привертає поетична стезя. Проте, на батьківщину він повертається з листом професора Імператорської академії мистецтв Василя Григоровича, який дає йому право проводити художні заняття в малоросійських губерніях. Незабаром Тарас приїжджає в Яготин. Там йому належить працювати над портретами князя Миколи Рєпніна-Волконського і його рідних. Варвара, дочка дворянина, дуже рада знайомству з Тарасом. Два роки тому Михайло Щепкін з Москви надіслав їй дві книжки: збірник віршів Шевченка під назвою «Кобзар» і його поетичний твір «Гайдамаки». Тоді Тарас був майже нікому невідомий, але Варвара прийшла в захват від прочитаного. Відтоді вона мріяла познайомитися з ним. Після здійснення цього бажання княжна усвідомила, що відчуває до Тараса щось більше, ніж прості симпатії.

## В ролях
| Актор                  | Роль                                     |
| ---------------------- | ---------------------------------------- |
| Тарас Денисенко        | Тарас Шевченко                           |
| Галина Стефанова       | княгиня Варвара Рєпніна                  |
| Світлана Прус          | Ганна Закревська                         |
| Ярослав Гаврилюк       | Олексій Капніст                          |
| Наталія Наум           | княгиня Варвара Рєпніна                  |
| Анатолій Мокренко      | князь Микола Рєпнін                      |
| Олег Примогенов        | Карл Брюллов                             |
| Віктор Логозинський    | в старості Тарас Шевченко                |
| Василь Мазур           | князь Василь Рєпнін                      |
| Анатолій Барчук        | Григорій Тарновський                     |
| Віктор Гресь           | Петро Селецький                          |
| Олександр Мельник      | Віктор Закревський                       |
| Сергій Лабузько        | Яків Де Бальмен                          |
| Віктор Ліщинський      | Олександр Афанасьєв-Чужбинський          |
| Віталій Степанець      | Віктор Забіла                            |
| Олена Єременко         | Софія Закревська                         |
| Сергій Сібель          | Платон Лукашевич                         |
| Олександр Бєліна       | дяк Богорський                           |
| Віктор Степаненко      | Каленик                                  |
| Олександр Пархоменко   | Платон Закревський                       |
| Олександр Денисенко    | батько Феодосії священник Григорій Кошиц |
| Лідія Бойко            | попадя                                   |
| Анатолій Пєсков        | Іван Лисенков                            |
| Оксана Темненко        | Глафіра Псьол                            |
| Ольга Кіпніс           | Олександра Псьол                         |
| Олександр Козило       | епізод                                   |
| Мирослав Слабошпицький | Олексій Сенчило-Стефанович               |
| Ніна Набока            | дружина Микити                           |
| Ірина Кихтьова         | мадемуазель Рекордон                     |
| Юрій Мисенков          | Павло Енгельгардт                        |
| Андрій Кульбачний      | в дитинстві Тарас Шевченко               |
| Людмила Кузьміна       | епізод                                   |
| Ярослав Попадюк        | в юності Тарас Шевченко                  |

## Знімальна група
- режисер-постановник: Станіслав Клименко
- сценаристи: Іван Дзюба, Станіслав Клименко, Павло Мовчан, Борис Олійник
- композитор: Михайло Старицький
- оператори-постановники: Володимир Гутовський, Михайло Мураткін, Віктор Політов
- художник-постановник: Поштаренко Микола
- художник по костюмах: Алла Шестеренко
- комбіновані знімання:
  - оператор: Микола Шабаєв
  - художник: Михайло Полунін
- звукооператор: Георгій Салов
- запис музики: Юрій Щелковський
- монтажер: Римма Дорошко
- режисер: Станіслав Усенко
- гример: Лідія Бойко
- редактор: Ірина Гуляєва
- головний консультант: Василь Бородін
- директор картини: Леонід Перерва